# Estimation spectrale
L'estimation spectrale regroupe toutes les techniques d'estimation de la densité spectrale de puissance (DSP).

## Estimations paramétriques
Les méthodes d'estimation spectrale paramétriques utilisent un modèle pour obtenir une estimation du spectre. Ces modèles reposent sur une connaissance a priori du processus et peuvent être classées en trois grandes catégories : 
- modèles autorégressif (AR) ;
- modèles à moyenne ajustée (MA) ;
- modèles autorégressif à moyenne ajustée (ARMA).

L'approche paramétrique se décompose en trois étapes :
1. Choisir un modèle décrivant le processus de manière appropriée ;
2. Estimer les paramètres du modèle à partir de données disponibles ;
3. Estimer le spectre à partir des paramètres du modèle.

### Estimation spectrale à l'aide d'un modèle AR
Un processus autorégressif est semblable à la fonction de transfert d'un filtre à réponse impulsionnelle infinie, en ce sens où la sortie dépend de ses états précédents. 

## Estimation classiques ou non-paramétriques
Ces méthodes d'estimation spectrale dites classiques, ou non-paramétriques, sont toutes basées sur le périodogramme ; voici le raisonnement qui mène à celui-ci.
En considérant un processus discret x(n) aléatoire stationnaire du second ordre, on écrit sa fonction d'autocorrélation :
{\displaystyle r_{xx}(k)=E\left\{x(n+k)x^{*}(n)\right\}}
D'après le théorème de Wiener-Khintchine, la densité spectrale de puissance est la transformée de Fourier de l'autocorrélation :
{\displaystyle S_{x}(\omega )=\sum _{k=-\infty }^{+\infty }r_{xx}(k)\,\exp(-j\omega k)}
Estimer la densité spectrale de puissance revient à estimer l'autocorrélation du signal. De manière rigoureuse, l'autocorrélation s'écrit :
{\displaystyle \lim _{N\to \infty }\left\{{\frac {1}{2N+1}}\sum _{n=-N}^{N}x(n+k)x^{*}(n)\right\}=r_{xx}(k)}
En pratique, obtenir un signal sur une durée infinie et l'acquérir sans bruit est impossible. Ainsi, on calcule l'autocorrélation sur un intervalle connu :
{\displaystyle {\hat {r}}_{xx}(k)={\frac {1}{N}}\sum _{n=1}^{N}x(n+k)x^{*}(n)}
En prenant la transformée de Fourier de cette approximation, on obtient le périodogramme :
{\displaystyle {\hat {S}}_{per}(\omega )={\frac {1}{N}}{\left|\sum _{n=1}^{N}x(n)\,\exp(-j\omega n)\right|}^{2}.}

### Le périodogramme
Le périodogramme permet une estimation simple de la densité spectrale de puissance en prenant le module au carré de la transformée de Fourier discrète. Il a été introduit par Arthur Schuster en 1898.
{\displaystyle {\hat {S}}_{per}(\omega )={\frac {1}{N}}{\left|\sum _{n=1}^{N}x(n)\,\exp(-j\omega n)\right|}^{2}.}
N représente le nombre d'échantillons fixés
ω représente la pulsation
Lorsque l'on considère un échantillonnage temporel {\displaystyle x[n]} d'un signal {\displaystyle x(t)}, pour estimer la densité spectrale de puissance du signal, le périodogramme est défini par : 
{\displaystyle {\hat {S}}_{per}(f_{k}=(k-1)\Delta f)={\frac {\Delta T}{N}}{\left|\sum _{n=1}^{N}x[n]\,\exp \left(-j2\pi {\frac {(k-1)}{N}}(n-1)\right)\right|}^{2}={\frac {1}{\Delta f}}{\left|{\frac {1}{N}}TFD[(x[n])][k]\right|}^{2}.}
{\displaystyle \Delta T} représente la durée entre deux échantillons temporels
{\displaystyle \Delta f={\frac {1}{N\Delta T}}} représente l'intervalle entre deux échantillons de fréquence

{\displaystyle x[n]=x((n-1)\Delta T)} est la valeur du {\displaystyle n^{ieme}} échantillon.

## Biais du périodogramme
Le périodogramme est un estimateur biaisé de la densité spectrale de puissance.

## Variance du périodogramme

### Le périodogramme modifié
Une première modification apportée au périodogramme permet de supprimer le biais asymptotiquement.

### Méthode de Bartlett
La méthode de Bartlett ou périodogramme moyenné modifié introduit une moyenne statistique.

### Méthode de Welch
La méthode de Welch améliore celle de Bartlett en introduisant une segmentation du signal, un fenêtrage et la possibilité d'ajouter un recouvrement.

### Méthode de Capon
Voir méthode SVD